# Institut pro archivní vědu
Institut pro archivní vědu (německy Institut für Archivwissenschaft) v Postupimi byl od roku 1950 ústředním školícím střediskem pro akademické archiváře v Německé demokratické republice. Zpočátku byl ústav prostorově přidružen k Německému ústřednímu archivu v Postupimi. V roce 1958 bylo vyhláškou o reorganizaci vysokého a technického školství v NDR nařízeno, že Institut pro archivní vědu má být přidružen k Humboldtově univerzitě v Berlíně a výuka probíhala pod katedrou archivnictví.
Konec NDR předznamenal také konec vysokoškolské přípravy archivářů a v roce 1992 byl ukončen nábor nových studentů. V roce 1996 katedra archivnictví pod vedením profesora Botho Brachmanna zcela zanikla. 

## Historie

### Institut pro archivní vědu
Nově založený institut navázal na tradici Pruského institutu pro archivní vědu a historické vzdělávání, který existoval až do konce války v roce 1945. Ústav vedl Heinrich Otto Meisner (zpočátku na částečný úvazek, od roku 1952 na plný úvazek, 1953 jmenován profesorem na Humboldtově univerzitě).
Podle stanov Archivního ústavu z 9. září 1950 byli zpočátku přijímáni pouze uchazeči s vysokoškolským vzděláním v oboru historie nebo vysokoškolským vzděláním v oboru historické geografie, práva, ekonomie nebo germanistiky. Doktorát byl žádoucí, ale nebyl podmínkou pro přijetí. Později byli do programu přijati také starší archiváři vyškolení na Fachschule für Archivwesen v Postupimi. Studium archivnictví trvalo dva roky se závěrečnou státní zkouškou.
V letech 1950 až 1958 byl ústav podřízen Ministerstvu vnitra NDR v Berlíně a poté Filozofické fakultě Humboldtovy univerzity v Berlíně. V roce 1967 byl na této fakultě poprvé nabídnut pětiletý univerzitní kurz pro archiváře. Následně byl vytvořen obor archivnictví historické sekce, a tak byl bývalý ústav v Postupimi zrušen. V NDR byl program nabízen jako přímé studium, ale také jako korespondenční kurz s pevně stanovenými termíny docházky.

### Fachschule für Archivwesen
V letech 1953 až 1955 byla v Postupimi zřízena archivní škola „Franz Mehring“, která existovala na Menzelstraße až do svého zrušení v roce 1992. V této instituci se archiváři vzdělávali v tříletém studiu přímou nebo dálkovou formou. Každý rok mohlo absolvovat archivní školení v přímém studiu přibližně 25 studentů z Německa i ze zahraničí. Kromě toho až 25 studentů ročně absolvovalo korespondenční kurz. Předpokladem byla maturita nebo úspěšné absolvování odborného vzdělání archivního asistenta s velmi dobrými výsledky. Výjimečně byli do programu přijímáni uchazeči s odborným vzděláním a praktickými zkušenostmi. V Postupimi proběhlo také odborné školení archivního asistenta. Z Postupimi/Berlína se tak stalo ústřední školicí místo pro archivní pracovníky a archiváře různých kvalifikačních stupňů v NDR. Rozmanité archivní prostředí v Postupimi a Berlíně umožnilo úzké propojení teorie a praxe.
Po úspěšném ukončení tehdejšího studia na technické škole bylo možné studovat na Humboldtově univerzitě v Berlíně v přímém nebo dálkovém studiu. Tím byla dána průchodnost vzdělávacích cest.
Nástupnickou institucí je katedra informačních věd na dnešní Vysoké škole v Postupimi.

## Známí absolventi institutu či katedry archivnictví
- Dirk Alvermann (* 1965)
- Friedrich Beck (* 1927)
- Lorenz Beck (1969–2013)
- Karlheinz Blaschke (1927–2020)
- Jörg Brückner (* 1966)
- Wolfgang Eger (1928–2005)
- Lieselott Enders (1927–2009)
- Ingrid Grohmann (1942–2009)
- Reiner Groß (* 1937)
- Josef Hartmann (* 1934)
- Matthias Herrmann (1961–2007)
- Ralf Jacob (* 1967)
- Reinhard Kluge (* 1933)
- Manfred Kobuch (1935–2018)
- Klaus Mlynek (* 1936)
- Norbert Moczarski (* 1953)
- Olaf B. Rader (* 1961)
- Manfred Unger (1930–2016)
- Gerhard Schmidt (1920–2001)
- Elisabeth Schwarze-Neuß (1930–2019)
- Joachim Wächter (1926–2017)
- Gerald Wiemers (1941–2021)